# Kościół Najświętszego Zbawiciela w Sitnie
Kościół Najświętszego Zbawiciela w Sitnie – katolicki kościół filialny zlokalizowany we wsi Sitno w gminie Mieszkowice, w powiecie gryfińskim (województwo zachodniopomorskie). Należy do parafii Wniebowzięcia Najświętszej Maryi Panny w Troszynie.

## Historia
Kościół, oddany do użytku w 1849 roku, jest neogotycką, orientowaną budowlą na planie prostokąta. Wzniesiony został z kamienia, wraz z murowanymi z cegły gzymsami, pilastrami, obramieniami okien i portali oraz dwukondygnacyjną wieżą od strony zachodniej. Od strony wschodniej posiada wyodrębnione, trójbocznie zamknięte prezbiterium. Podstawa wieży sytuowana jest na rzucie kwadratu, w wyższej partii przechodzi w ośmiobok. Okna zamknięte są łukami ostrymi. W kościele zachowały się XIX-wieczne empora chórowa i ławki. Na wieży zawieszony jest dzwon z 1617 roku.
Po II wojnie światowej świątynia przez wiele lat była nieużytkowana, została poświęcona jako kościół katolicki w dniu 29 września 1974 roku.